# Rajella sadowskii
Rajella sadowskii is een vissensoort uit de familie van de Rajidae. De wetenschappelijke naam van de soort is voor het eerst geldig gepubliceerd in 1974 door Krefft & Stehmann.